# Blemmik

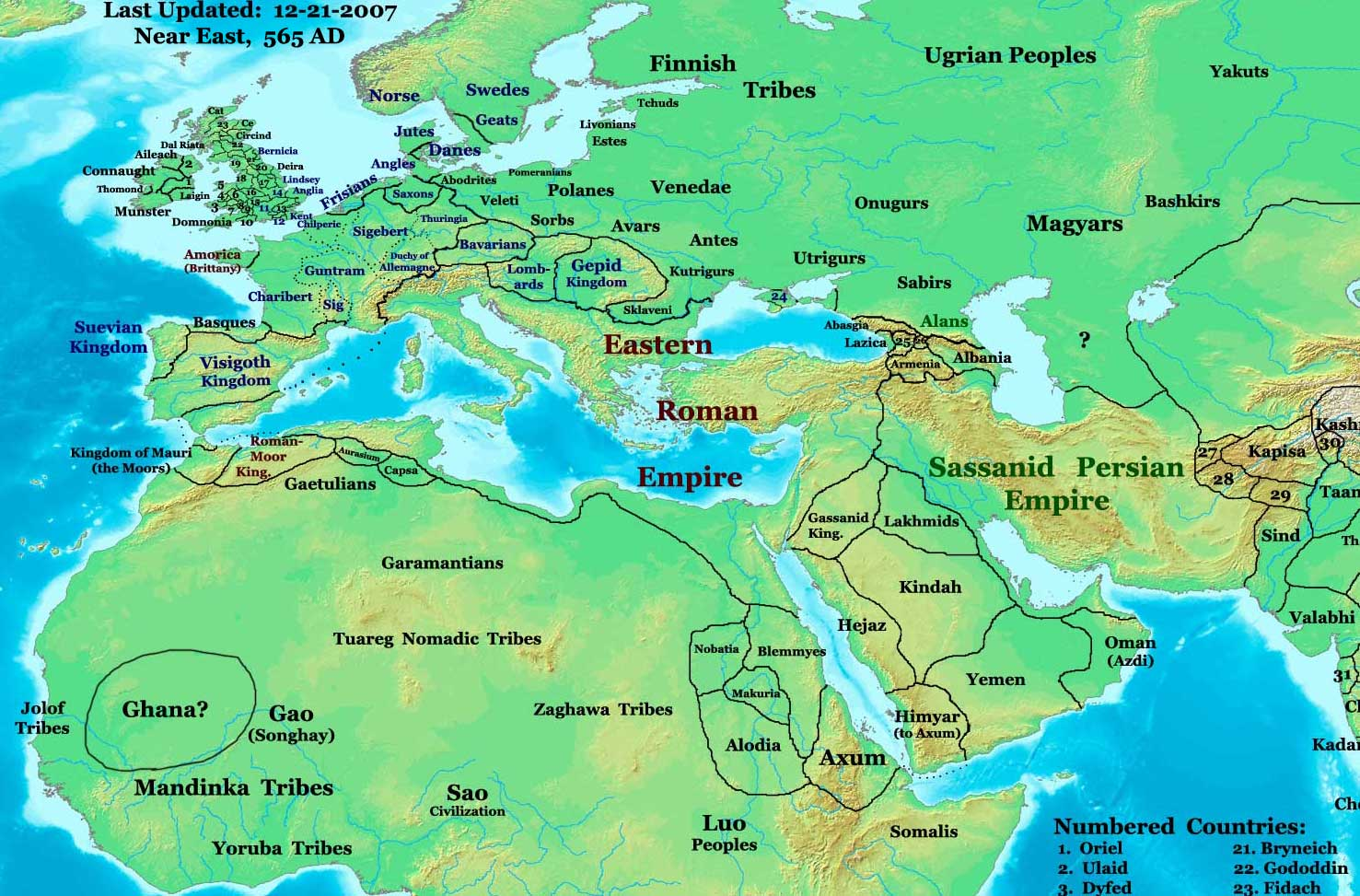
A blemmik a 6. században

A blemmik vagy blemmük (görögösen: Blemmüesz, latinosan: Blemmyae), ókori nomád, félnomád népcsoport  Núbiában és Egyiptom déli és délkeleti részén a Keleti sivatagban.
A Blemmüesz a mai Egyiptom és Szudán határán élő hamita bedzsa törzs őseit nevezték a hellénisztikus kori szövegekben.

## Történetük
A blemmik ősei valószínűleg azonosak a egyiptomi szövegekben szereplő medzsaikkal, akik már Kr. e. 2. évezred óta rendszeresen fenyegetést jelentettek a Felső-Egyiptom számára. A középbirodalom fáraói már rendszeresen alkalmazták őket zsoldosként az egyiptomi hadseregben. Az újbirodalom korától a medzsai szó már a a belső rendfenntartó (rendőri) alakulatok szinonímájává vált az egyiptomi nyelvben.
A Kr. e. 1. évezredben viszonylag kevés forrásunk van róluk, de a 3. századtól, ismét egyre komolyabb fenyegetést jelentettek római Egyiptomra. Egyes források szerint (Historia Augusta) Probus császár uralkodása alatt egy időre a felső-egyiptomi Coptost (Qift) is elfoglalták, azonban ez adat valószínűleg csak rabló hadjáratokra utal.
Diocletianus császár hadjárattal és a felső-egyiptomi erődrendszer megerősítésével (ekkor épült át többek között a luxori templom erődítménnyé) igyekezett gátat vetni támadásaiknak. Ennek ellenére a 4–6. században nem csökkent jelentősen a betöréseik száma.
A Meroitikus Királyság összeomlása (350 k.) után egy rövid időre sikerült elfoglalniuk a Nílus-völgy egy szakaszát Alsó-Núbiában, Kalabsa környékén 390 körül.
Ugyanebben az időben már a blemmi törzsek uralták a Keleti sivatag legfontosabb arany és smaragdbányáit, valamint a sivatagon át vezető kereskedelmi utak forgalmából is jelentős vagyonra tettek szert. Mobilitásukat és gyors támadásaikat jelentősen segítette a teve elterjedése.
A Nílus-völgyből Nobadia uralkodója, a noba Silko király szorította ki véglegesen őket, valószínűleg a bizánci udvar támogatásával 450 körül.
Az 5. – 6. században egyes csoportjaikat valószínűleg foederatiként (szövetségesként) telepítették le Felső-Egyiptomban. (Gebelein)
A Blemmüesz elnevezés a 7. századtól eltűnik a szövegekből és az arab szerzők már bedzsaként írnak a gyakran portyákra induló sivatagi törzsekről.

## A legendásBlemmüesz
A Blemmüesz néhány ókori forrásban (például Idősebb Plinius) olyannyira legendás lényként jelennek meg, mint akiknek nincsen fejük és a arcuk a mellkasukon van.